# Comic LO
Comic LO (コミック エルオー?, Komikku Eruō) è una rivista giapponese di manga erotici di tipo hentai, categoria lolicon, che tratta perciò di ragazze immaginarie in età prepuberale o puberale e ragazze giovanili di bell'aspetto. Il titolo "LO" è l'acronimo di "Lolita Only" (Solo Lolita). Le copertine della rivista sono disegnate dal mangaka Takamichi.
La rivista Comic LO è stata pubblicata per la prima volta nell'ottobre del 2002 dalla casa editrice giapponese Akane Shinsha, come numero extra di altre riviste della stessa casa editrice e, solo dopo il 21 dicembre del 2005, da rivista allegata diventò una rivista indipendente dalle altre riviste dell'Akane Shinsha. Pubblicata senza una cadenza regolare fino al maggio del 2004, divenne in seguito una rivista mensile.
Per far fronte ad alcuni problemi verificatisi l'anno precedente a causa di leggi estere sulla diffusione di materiale pedopornografico tramite internet, il 22 maggio 2010 la sezione della casa editrice Akane Shinsha che si occupa di rivista Comic LO pubblicò, sulla propria pagina internet dedicata alla rivista Comic LO e direttamente nei volumi della rivista stessa, un avviso informativo per fermare la diffusione in rete e i caricamenti illegali (pirateria informatica) dei contenuti della rivista su siti e forum esterni al sito dell'Akane Shinsha.